# Château de Monthelon
Pour les articles homonymes, voir Château de Monthelon (Montréal).
Le château de Monthelon est situé sur la commune de Monthelon en Saône-et-Loire, dans la plaine d'Autun, au bord de la Selle.
Il fait l’objet d’une inscription au titre des monuments historiques depuis le 7 novembre 1927.

## Description
Cette maison forte, d'aspect assez modeste, remonte au XVe siècle. Elle consiste en un logis rectangulaire flanqué de deux tours rondes qui font saillie sur la façade nord-est. La façade principale a été refaite par Guy de Rabutin. Elle donne sur une vaste cour qui n'a conservé ni mur de défense, ni fossé. Un escalier de pierre et un perron amènent à deux portes jumelles encadrées de deux fenêtres doubles dont le cadre de pierre est mouluré d'une gorge. Au-dessus des portes, un bas-relief sculpté figure les armes des Rabutin-Chantal entourées du collier de Saint-Michel, tenues par deux anges et accompagnées de la devise de Guy de Rabutin : VIRESCIT VULNERE VIRTUS (la vertu s'accroît par les plaies). Au-dessus, le premier étage a été ajouré par une galerie à quatre colonnettes ; les portes en bois qui ouvrent sur cette galerie conservent des traces d'un décor Renaissance.
La chapelle logée au nord du bâtiment se signale par son petit clocher.
Le château est une propriété privée et ne se visite pas.

## Historique
- 1580 : la seigneurie est achetée par Guy de Rabutin-Chantal
- 1592 : le fils du précédent, Christophe de Rabutin-Chantal, baron de Chantal, épouse Jeanne-Françoise Frémyot, fille de Bénigne Frémyot, président au Parlement de Dijon
- 1601 : son mari ayant perdu la vie dans un accident de chasse, Jeanne de Chantal vit au château avec ses enfants et son beau-père. Elle y accueille aussi à intervalles réguliers son amie Jeanne-Charlotte de Bréchard. Saint François de Sales lui rendra visite à l'occasion du mariage de son frère Bernard avec Marie-Aimée, une des filles de Jeanne
- 1610 : Jeanne de Chantal, accompagné de Jeanne-Charlotte, quittent le chateau pour Annecy. Elles y fonderont le premier couvent de la Visitation. Sainte Chantal est par son fils Celse-Bénigne de Rabutin la grand-mère de Madame de Sévigné. Elle fut canonisée en 1767.
- XVIIe siècle : la fille cadette de la précédente, Françoise de Rabutin-Chantal, reçoit le château en dot à son mariage avec Antoine, comte de Toulongeon, de vingt-cinq ans son aîné ; le fils de ces derniers étant mort sans enfant, il laisse le domaine à sa nièce, Françoise de Rabutin, fille de Roger de Bussy-Rabutin et épouse de Gilbert de Langheac
- XVIIIe siècle : Charlotte de Langheac vend le domaine
- 1774 : le château appartient à Antoine Chartraire de Montigny, trésorier général des États de Bourgogne. Il entreprit des restaurations et combla les fossés en 1783. Durant la révolution, arrêté en 1793, il avait revendu le domaine en 1790 à Claude Revel de Montigny qui le garda jusqu'à la fin du XIXe siècle.
- XXe siècle : propriété de M. de Benoist

### Armoiries

Armoiries de la famille de Rabutin

- Rabutin-Chantal : Cinq points d'or équipollés à quatre de gueules
- Toulongeon : Ecartelé: aux I et IV, de gueules à trois jumelles d'or; aux II et III, de gueules à trois fasces ondées d'or
- Langheac : D'or à trois pals de vair